# Liste der Chief Minister von Himachal Pradesh
Die folgende Tabelle listet die Chief Minister von Himachal Pradesh mit Amtszeit und Parteizugehörigkeit auf. Himachal Pradesh war von 1950 bis 1956 ein Bundesstaat. Vom 1. November 1956 bis 25. Januar 1971 hatte es den Status eines Unionsterritoriums und unterstand seitdem direkt der Zentralregierung. Bereits am 1. Juli 1963 wurde jedoch das Amt des Chief Ministers wieder eingeführt.
| #  | Name                   | Amtsantritt       | Ende der Amtszeit | Partei                     |
| 1  | Yeshwant Singh Parmar  | 8. März 1952      | 31. Oktober 1956  | Indischer Nationalkongress |
| 2  | Yeshwant Singh Parmar  | 1. Juli 1963      | 27. Januar 1977   | Indischer Nationalkongress |
| 3  | Ram Lal Chauhan        | 28. Januar 1977   | 30. April 1977    | Indischer Nationalkongress |
|    | President’s rule       | 1. Mai 1977       | 21. Juni 1977     |                            |
| 4  | Shanta Kumar           | 22. Juni 1977     | 13. Februar 1980  | Janata Party               |
| 5  | Thakur Ram Lal         | 14. Februar 1980  | 7. April 1983     | Indischer Nationalkongress |
| 6  | Virbhadra Singh        | 8. April 1983     | 4. März 1990      | Indischer Nationalkongress |
| 7  | Shanta Kumar           | 5. März 1990      | 15. Dezember 1992 | Bharatiya Janata Party     |
|    | President’s rule       | 16. Dezember 1992 | 2. Dezember 1993  |                            |
| 8  | Virbhadra Singh        | 3. Dezember 1993  | 23. März 1998     | Indischer Nationalkongress |
| 9  | Prem Kumar Dhumal      | 24. März 1998     | 5. März 2003      | Bharatiya Janata Party     |
| 10 | Virbhadra Singh        | 6. März 2003      | 29. Dezember 2007 | Indischer Nationalkongress |
| 11 | Prem Kumar Dhumal      | 30. Dezember 2007 | 24. Dezember 2012 | Bharatiya Janata Party     |
| 12 | Virbhadra Singh        | 25. Dezember 2012 | 27. Dezember 2017 | Indischer Nationalkongress |
| 13 | Jai Ram Thakur         | 27. Dezember 2017 | 11. Dezember 2022 | Bharatiya Janata Party     |
| 14 | Sukhvinder Singh Sukhu | 11. Dezember 2022 | im Amt            | Indischer Nationalkongress |